# Großgmain
Großgmain est une commune du district de Salzbourg-Umgebung, située dans le Land de Salzbourg en Autriche.

## Géographie

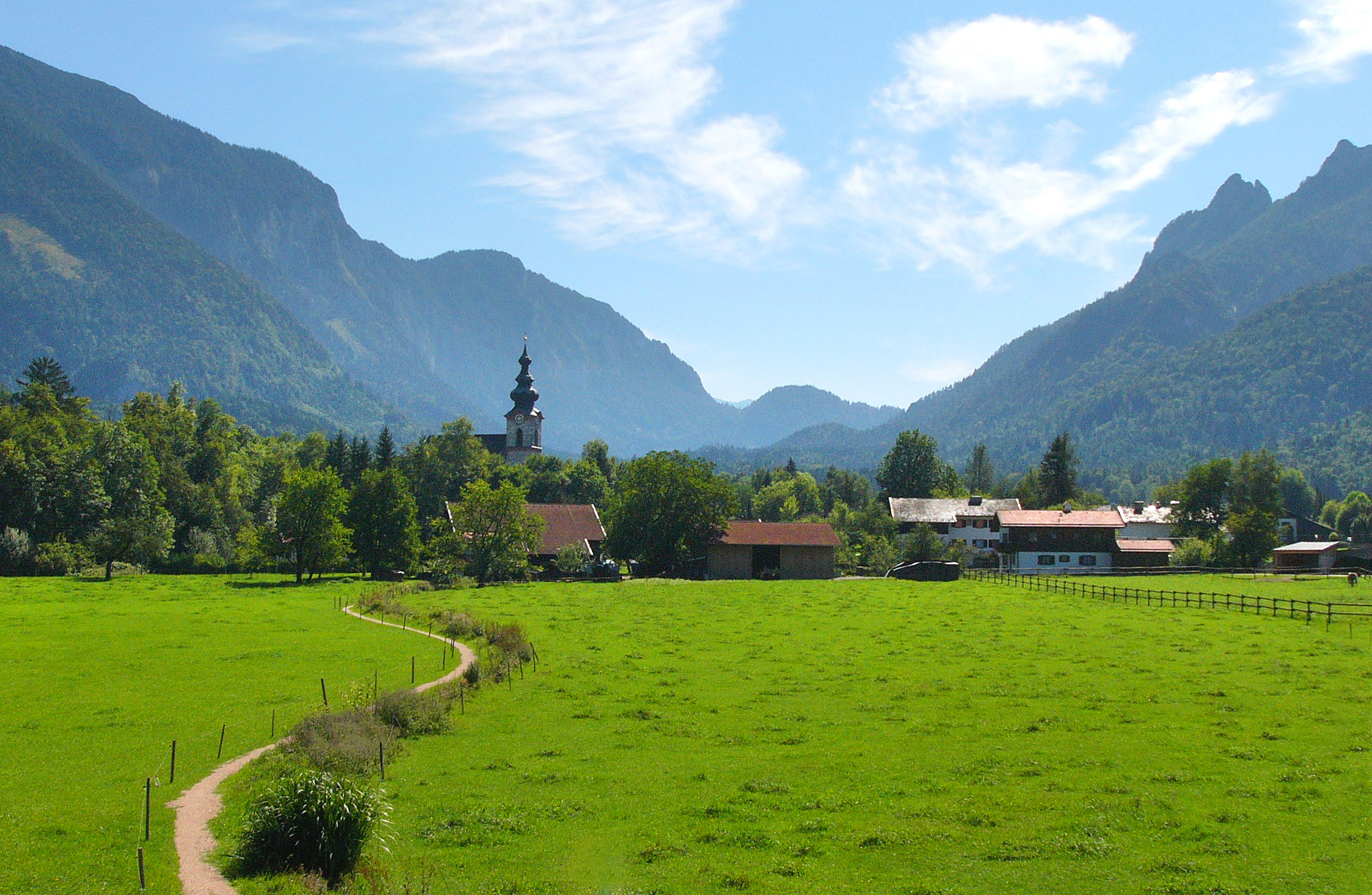
Vue générale.

Le territoire communal s'étend au pied des Alpes de Berchtesgaden, à proximité immédiate de la frontière allemande. Elle est bordée à l'ouest par la municipalité de Bayerisch Gmain.
Les hameaux rattachés à la commune de Großgmain sont Schwaig, Tannenwinkl, Wartberg et Hinterreit.

## Histoire
Vers la fin du XIe siècle, les comtes bavarois de Plain y firent construire une forteresse, probablement sur le site d'un ancien camp romain. La vallée de la Gmain elle-même fut mentionnée pour la première fois dans une dispense pontificale de l'an 1144.
Après l'extinction de la lignée des comtes, en 1260, les domaines sont passés à l'archevêché de Salzbourg. Le château demeure un point stratégiquement important sur la route commerciale de Salzbourg à Reichenhall en Bavière. Pendant la guerre de Trente Ans, en 1620, la place forte fut restaurée à l'instigation de l'archevêque Paris von Lodron. Les travaux se terminèrent en 1674 sous le règne de son successeur Maximilian Gandolph von Künburg. 
À la suite des guerres napoléoniennes et le congrès de Vienne en 1815, le territoire de l'ancien prince-archevêché de Salzbourg fut incorporé dans l'empire d'Autriche. Le tracé de la frontière avec le royaume de Bavière à l'ouest a été confirmé par le traité de Munich, signé le 14 avril 1816.

## Personnalités liées à la commune
- Josef Meinrad (1913-1996), acteur, décédé à Großgmain ;
- Cesar Bresgen (1913-1988), compositeur, a vécu à Gr0ßgmain ;
- Ilse Aichinger (1921-2016), romancière et poétesse, a vécu quelque temps à Gr0ßgmain ;
- Lolita (1931-2010), chanteuse, a eu sa dernière résidence à Gr0ßgmain.